# Kaltental
Kaltental es un municipio en el distrito de Algovia Oriental en Baviera en Alemania.